# São Paulo (São Tomé)
São Paulo é uma aldeia de São Tomé e Príncipe, localiza-se no Distrito de Cantagalo, ilha de São Tomé, próxima às localidades de São Vicente e de São Francisco.